# Perspectiva cavaleira

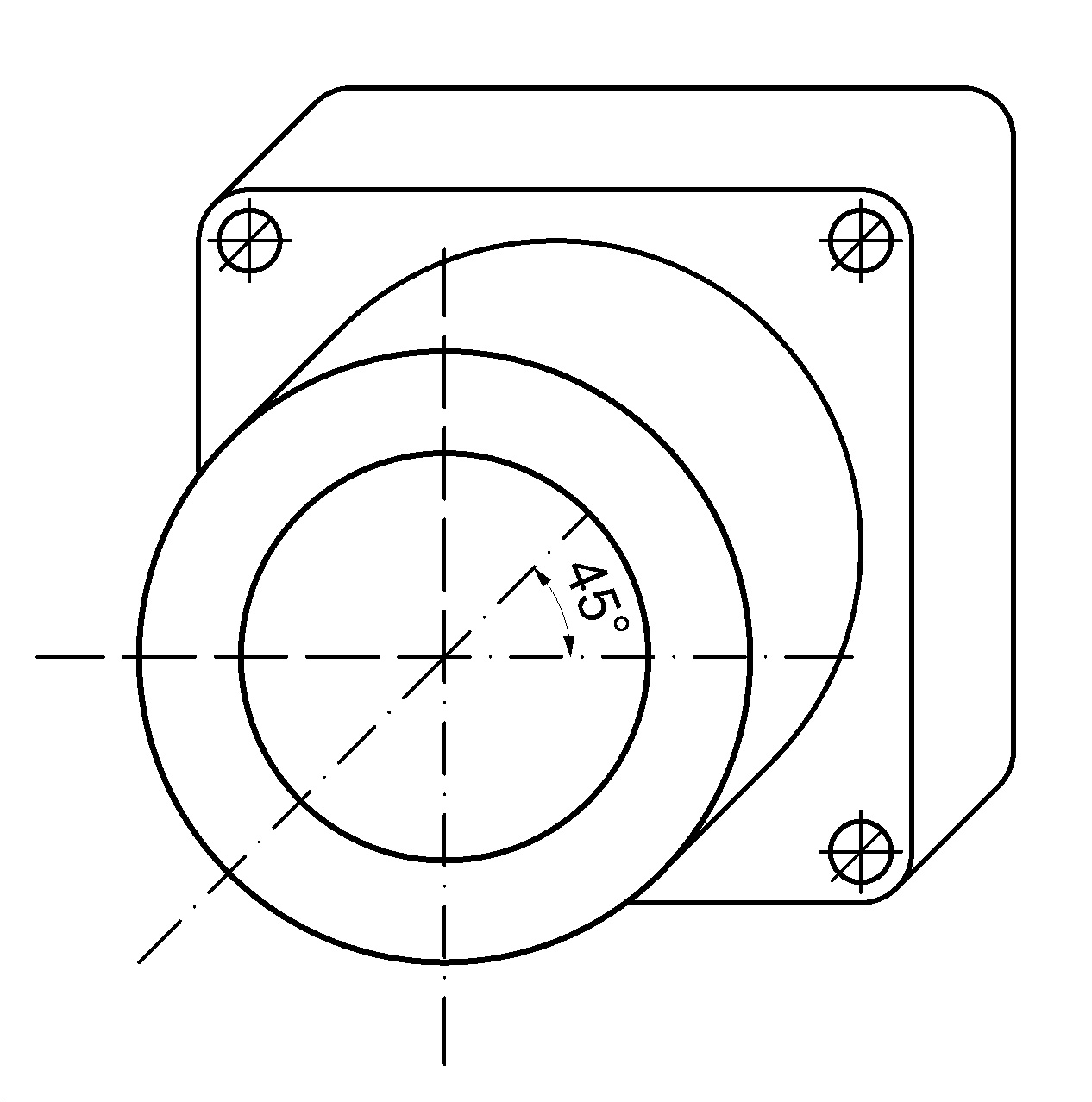
Perspectiva cavaleira de 45º (cabinet).

A perspectiva cavaleira é um tipo de projeção cilíndrica obliqua, na qual o objeto tem uma face paralela ao quadro (plano de projeção). Ela é considerada um método de perspectiva rápida, em virtude da facilidade com que se pode obter o desenho de objetos de dimensões reduzidas, principalmente se este tiver superfícies planas. 
Geralmente, o quadro é posicionado na vertical, mas se for colocado na horizontal, constituirá a projeção cilíndrica obliqua uma variedade da perspectiva cavaleira, a qual os autores franceses, no começo do século XIX, denominaram de perspectiva militar.
Como a face que está paralela se projeta em tamanho real no quadro, o eixo perpendicular (que indica a profundidade) é chamado de eixo das fugantes. 

## Redução das fugantes
Dependendo do ângulo de inclinação das fugantes, o desenho parecerá deformado, necessitando que uma tabela de redução seja aplicada. Quanto maior for o grau de inclinação, maior deverá ser o coeficiente de redução.
Na situação em que não é necessário aplicar o coeficiente de redução, a cavaleira é chamada de isométrica (k=1) e para as demais de dimétrica (k≠1). Os estadunidenses nomearam a cavaleira de "cavalier projection" para k=1 e de "cabinet projection" para as situações em que k≠1 (necessitam de redução da profundidade para oferecer uma impressão mais precisa do objeto).
Não há um consenso entre os autores sobre o coeficiente de redução que deve ser aplicado, pois esse tipo de representação é um processo técnico-artístico, sujeito às limitações da percepção. De acordo com o ângulo das fugantes é possível aplicar-se as seguintes reduções:

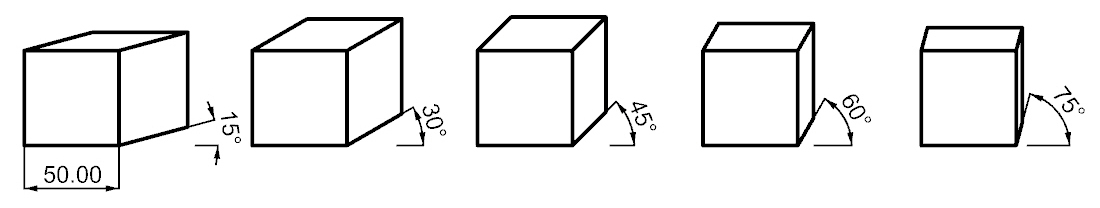
Cubos em perspectiva cavaleira de 15º, 30º, 45º, 60º e 75º.

15º: reduz-se um quarto (1/4) da fugante 

30º: reduz-se um terço (1/3) da fugante 

45º: reduz-se a fugante pela metade (1/2)

60º: reduz-se dois terços (2/3) da fugante 

75º: reduz-se três quartos (3/4) da fugante 

## Perspectiva militar ou voo de pássaro

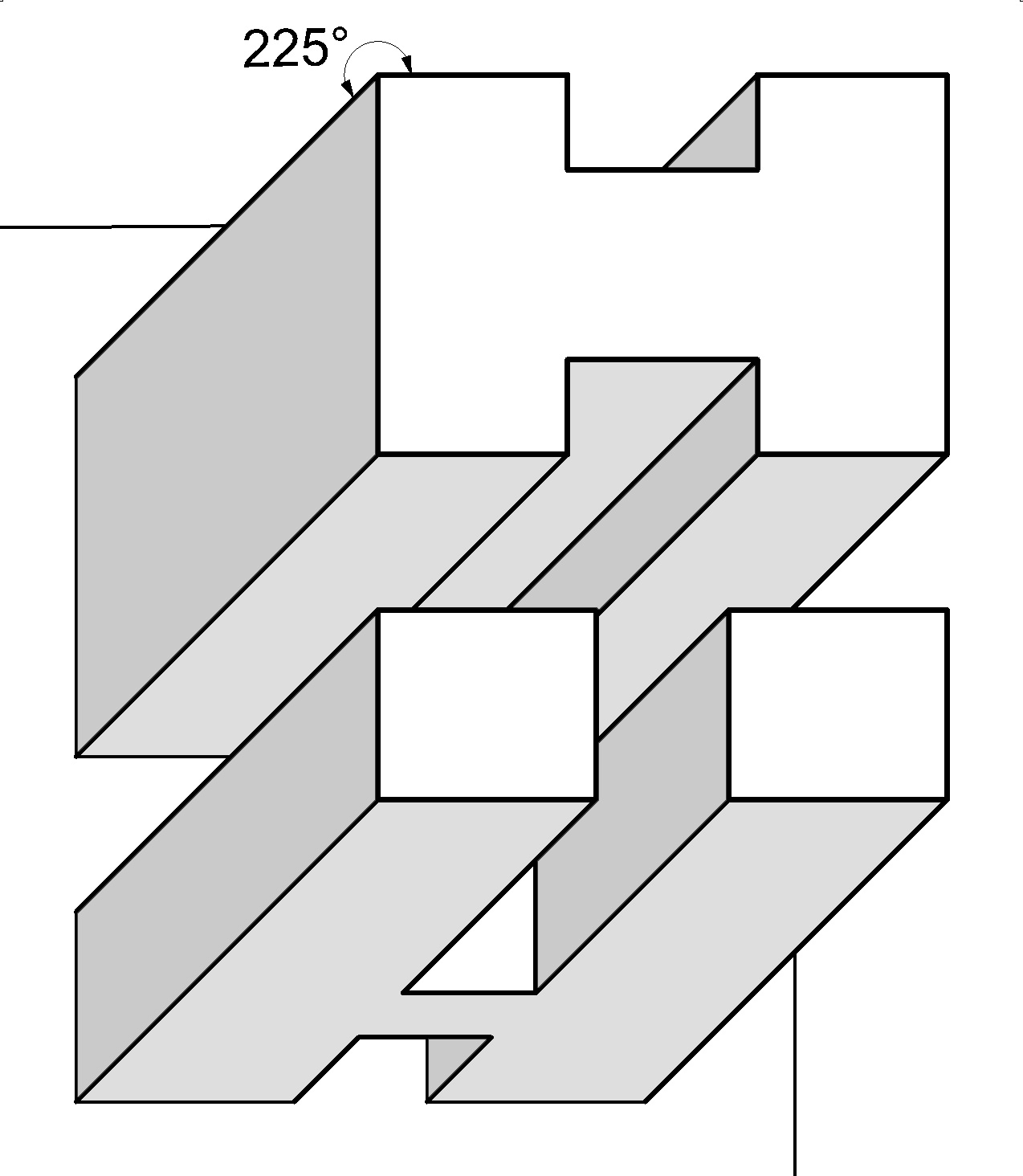
Exemplo de perspectiva militar, voo de pássaro ou olho de pássaro.

Toda perspectiva (cônica ou paralela) que adote o observador muito acima da linha do horizonte, como se estivesse a mirar o chão, é chamada de voo de pássaro. Umas das angulações da cavaleira (com as fugantes a 225 graus), que tem essa característica de sobrevoo, recebe o nome de perspectiva militar. É possível encontrar a militar em processo dimétrico, como se fosse uma perspectiva isométrica em que os ângulos da base são desenhados a 45 graus.
Esta variação da cavaleira teve início nos rascunhos feitos pelas patrulhas napoleônicas por meio de balões ou de pontos elevados, na simulação topográfica de terrenos, em mapas destinados às estratégias militares. Após a sua divulgação foi usada por arquitetos alemães na representação de seus planos urbanísticos sob o nome de vogel perspective. Na prática, o plano superior das construções é desenhado no quadro, paralelo ao plano do solo (o quadro é um plano horizontal). Nos ateliês de arquitetura é comum a utilização da perspectiva militar, por ser desenhada a partir da planta, em verdadeira grandeza. 

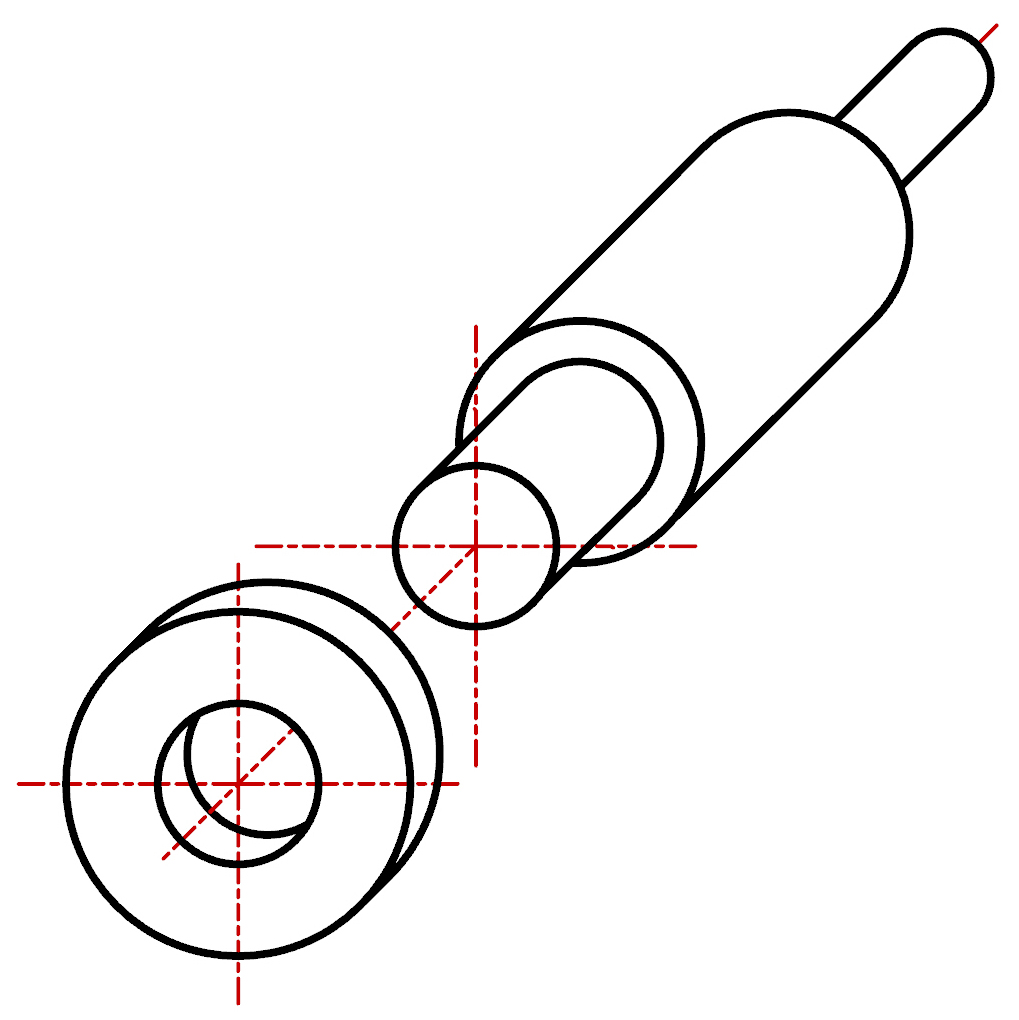
Perspectiva cavaleira explodida.

Sempre que possível, os círculos devem ser desenhados de frente.

## Cavaleira explodida
Qualquer tipo de perspectiva que mostre a construção ou desconstrução de um objeto é chamada de explodida. Pela facilidade de representar círculos em perspectiva, as perspectivas isométrica e cavaleira são as mais usadas. 
As perspectivas explodidas de conjuntos foram criadas para atender aos trabalhadores das linhas de montagem que não tinham o domínio da leitura das vistas ortográficas normais.